# Csipkerózsikák
A Csipkerózsikák (Sleeping Beauties) Stephen King és fia, Owen King amerikai írók 2017-ben megjelent fantasy-horror regénye. A mű azt a kérdést járja körül, mi történhet akkor, ha egy pandémia következtében a nők eltűnnek a világból és a férfiak magukra maradnak.

## Cselekmény
|  | Alább a cselekmény részletei következnek! |

Valamikor a jövőben a nőket elalvás közben beburkolja egy ismeretlen fehérjéből képződő hártya, olyan, mint a selyemgubó. Ha felébresztik az alvó nőket, vagy bármi módon megsérül a gubójuk, akkor megvadulnak és erőszakosak lesznek. Alvás közben viszont egy másik, a miénknél szebb és jobb világba kerülnek, ahol harmónia uralkodik és szinte nincsenek viták.
A nyugat-virginiai Dooling női börtönében van azonban egy titokzatos idegen, Eve Black, aki a megszokott módon alszik el és ébred fel, nem birtokolja őt be a hártya. A magukra maradt férfiak erőszakkal egymásnak esnek, és közben két, egymással vitatkozó és versengő táborra szakadnak: az egyik csoport meg akarja ölni Eve-t, mert szerintük ő a rejtélyes jelenség okozója, a másik viszont meg akarja menteni őt, hátha megoldást tud adni a kialakult helyzetre.
|  | Itt a vége a cselekmény részletezésének! |

## Magyarul
- Csipkerózsikák; fordította: Dranka Anita; Európa, Budapest, 2018